# Ascetoderes strigatus
Ascetoderes strigatus is een keversoort uit de familie knotshoutkevers (Bothrideridae). De wetenschappelijke naam van de soort werd in 1900 gepubliceerd door Gilbert John Arrow.